# 페트로니우스 막시무스
페트로니우스 막시무스(Petronius Maximus, 라틴어: Flavius Anicius Petronius Maximus Augustus, 396년 경 ~ 455년 5월 31일)는 455년에 2개월 반 동안 통치한 로마 황제이다. 부유한 로마 원로원이자 저명한 귀족이며 로마 마기스테르 밀리툼, 플라비우스 아에티우스, 로마 황제 발렌티니아누스 3세를 살해하였다. 하지만 이어 같은 해에 가이세리크가 이끄는 반달족 함대가 진군해오자 그는 그의 아들과 함께 도망가다 로마 시민들에게 맞아 죽었다고 한다.

## 참고 문헌
- Drinkwater, John; Elton, Hugh (2002). 《Fifth-Century Gaul: A Crisis of Identity?》. Cambridge, England: Cambridge University Press. ISBN 978-0-521-52933-4.
- Jones, Arnold Hugh Martin; Martindale, John Robert (1992). 《The Prosopography of the Later Roman Empire volume 2》. Cambridge, England: Cambridge University Press. ISBN 978-0-521-20159-9.
- Mathisen, Ralph (1999). “Petronius Maximus (17 March 455 – 22 May 455)”. 《De Imperatoribus Romanis》.
- Norwich, John Julius (1990). 《Byzantium: The Early Centuries》. Penguin. ISBN 9780140114478.